# Zhu Xiaofang
Zhu Xiaofang (Huan, China, 1999) es una gimnasta artística china, subcampeona del mundo  en 2015 en el concurso por equipos.

## 2015
Junto con su equipo gana la medalla de plata en el Mundial celebrado en Glasgow; las otras seis componentes eran: Fan Yilin, Mao Yi, Chen Siyi, Tan Jiaxin, Wang Yan y Shang Chunsong. La medalla de oro la volvió a ganar el equipo estadounidense.